# Anisodontea scabrosa
Anisodontea scabrosa là một loài thực vật có hoa trong họ Cẩm quỳ. Loài này được (L.) D.M.Bates mô tả khoa học đầu tiên năm 1969.